# Reinhold Christiani
Reinhold Christiani (* 1940) ist ein deutscher Pädagoge.
Christiani ist Autor und Herausgeber zahlreicher Bücher zur Schule. Er war als Leitender Ministerialrat im Ministerium für Schule und Weiterbildung des Landes Nordrhein-Westfalen für Grundschulen und Lehrerausbildung tätig. Er ist Honorarprofessor an der Universität Bielefeld und Mitherausgeber der Fachzeitschrift „SchulVerwaltung“ NRW.

## Auszeichnung
- 2014 Rheinlandtaler, Auszeichnung für Kulturförderung[1]